# پلیس پارک ایالات متحده
پلیس پارک ایالات متحده (USPP) قدیمی‌ترین سازمان مجری قانون یونیفرم فدرال در آمریکا است. این سازمان، یک نیروی انتظامی با خدمات کامل است که مسئولیت و حوزه قضایی خود را در مناطقی از سرویس پارک ملی که عمدتاً در واشینگتن دی. سی، سانفرانسیسکو و نیویورک و همچنین برخی از زمین‌های دولتی دیگر اعمال می‌کند. مأموران پلیس پارک ایالات متحده دارای اختیارات قضایی در مناطق کلانشهری اطراف سه شهری هستند که در آن‌ها فعالیت می‌کنند، به این معنی که آن‌ها هم از اختیارات ایالتی و هم فدرال برخوردارند.
علاوه بر انجام وظایف پیشگیری از جرم، تحقیقات و دستگیری‌های معمول یک نیروی پلیس شهری، پلیس پارک مسئول حفاظت از بسیاری از بناهای تاریخی و یادبودهای معروف ایالات متحده است.